# Universidad Paris-Saclay
La Universidad Paris-Saclay (en francés: Université Paris-Saclay) es una universidad pública localizada en Saclay, Isla de Francia (Francia). 
Está especializada en ciencia y tiene grandes laboratorios de física de partículas. Los ganadores de Medallas Fields Jean-Christophe Yoccoz y Wendelin Werner realizaron su trabajo en este centro educativo. 
Está compuesta por 4 grandes escuelas, una escuela de ingenieros, 2 universidades y 3 institutos universitarios tecnológicos :
- CentraleSupélec
- Escuela Normal Superior Paris-Saclay (ENS Paris-Saclay)
- Institut des sciences et industries du vivant et de l'environnement (AgroParisTech)
- Instituto de óptica Graduate School
- Polytech Paris-Saclay
- Universidad d'Evry-Val-d'Essone
- Universidad de Versailles Saint Quentin en Yvelines
- IUT de Cachan
- IUT d'Orsay
- IUT de Sceaux

Incluyen un total de 7 departamentos académicos con un fuerte énfasis en la investigación, la ingeniería, y la educación tecnológica.
Creada el primero de enero de 2020 mediante decreto del 5 de noviembre de 2019, es la heredera de la anterior Universidad de París-Sur.
Es según el Ranking shangai la mejor Universidad no solo de Francia sino la mejor universidad de habla no inglesa en el mundo. También según el mismo ranking es la mejor universidad del mundo en matemáticas.
Es miembro y coordinadora de la alianza universitaria europea "European University Alliance for Global Health"
Cuenta con aproximadamente 48 000 estudiantes divididos de la siguiente manera:
- 24 000 en primer ciclo (prégrados)
- 12 000 en máster
- 4 600 en doctorado

Desde octubre de 2023, la universidad es socia de IPSA para dobles titulaciones en aeroespacial.